# Sultan Husayn I
Sultan Husayn I (1668 -1726) fou xa safàvida de Pèrsia. Portava el nom de Sultan Husayn Mirza fins a la pujada al tron. Era el fill gran del xa Sulayman I al que va succeir el 1694 quan tenia 26 anys sent coronat el 7 d'agost de 1694. Aviat es va mostrar dèbil i va caure sota influència religiosa especialment del sahykh al-Islam d'Esfahan, Muhammad Bakir Madjlisi, que li va aconsellar una sèrie de decrets que prohibien el vi, el joc, o els vols de coloms. Però aquestes normes bo van ser duradores i el mateix xa es va posar a beure i es va alcoholitzar. Va deixar florir la corrupció i es va rodejar de dones i eunucs i va construir jardins i palaus de manera que al cap de deu o dotze anys de regnat la pobresa es va generalitzar a Pèrsia i es van produir revoltes pel pa.
Després d'uns anys de tranquil·litat el 1699 va esclatar una revolta tribal al Balutxistan que fou reprimida per l'exrei Jordi XI de Kartli (conegut pels perses com Gurgin Khan o Shah Nawaz Khan III, rei 1676-1688 i 1703-1709) que va romandre com a governador del Kirman fins que va tornar al tron georgià el 1703. Va seguir una revolta de Mir Ways Hotak, el cap dels ghalzay, a Kandahar, i fou enviat com a governador i per reprimir-la el rei georgià, que va complir bé la tasca, i Mir Ways fou enviat presoner a Esfahan (1704). A la cort, protegit per alguns rivals del rei georgià, Mir Ways aviat fou alliberat i el 1709 autoritzat a tornar a Kandahar on Georgi romania encara com a governador. Només tornar Mir Ways va fer matar el georgià el 23 d'abril del 1709 i va aniquilar la guarnició georgiana. Els intents posterior de sotmetre a Mir Ways ja no van reeixir i va romandre de facto independent a Kandahar fins a la seva mort el 1714 El seu germà Abd al-Aziz Hotak que el va succeir, va voler pactar amb la cort persa però fou assassinat pel fill gran de Mir Ways, Mahmud Khan Ghilzay. La revolta amb èxit dels ghalzay va induir als abdali d'Herat a revoltar-se tanmateix (1717). Altres revoltes van esclatar en altres llocs destacant la del sultà de Mascat Ibn Sayf II que es va apoderar (1717) de les illes Bahrein, Kishm i Laraq que estaven en poder de Pèrsia des del 1604; i la dels lesguians del Caucas (1719) que van assolar el Xirvan i van arribar fins a territori de Geòrgia. El rei Vakhtang VI Husein Quli Khan (rei 1711-1714 i 1719-1723), nebot de Jordi XI, va preparar la lluita contra els lesguians però el xa li va ordenar aturar-se, el que va enfurismar al rei que va prometre no tornar a lluitar per Pèrsia. El mateix 1719 Mahmud Khan Ghalzay de Kandahar va envair Pèrsia amb uns deu mil homes i es va apoderar del Kirman però al cap d'uns mesos va haver de tornar a Kandahar al produir-se una revolta.
El 1720 el itimad al-dawla del xa, Fath Ali Khan Daghistani, que tenia nombrosos enemics a la cort, fou arrestat acusat de traïció i fou cegat. El seu nebot, Luft Ali Khan, comandant en cap de l'exèrcit, va caure igualment en desgràcia sent empresonat i tractat cruelment; Luft Ali Khan era lesguià i sunnita i els lesguians del Caucas, per venjar al seu compatriota, van envair Xirvan per segona vegada i van saquejar Şamaxı destruint, entre altres coses, béns de comerciants russos. Els otomans van considerar que el règim safàvida estava en la fase final de descomposició, i el mateix pensava Rússia, i així quan els rebels lesguians van demanar la protecció otomana, els fou acordada. Rússia, al·legant els danys als seus nacionals a Şamaxı, van envair Daguestan el 1722 i va ocupar Derbent.
Mentre Mahmud Khan Ghalzay, després de reprimir la revolta de Kandahar (1720 o 1721) va retornar a Pèrsia (1722), va recuperar Kirman i va avançar cap a Esfahan. L'exèrcit reial fou derrotat decisivament a la batalla de Gulnabad a uns 30 km a l'est-nord-est d'Esfahan i després de tres dies Mahmud va continuar avançant i va assetjar la capital. La cort va cridar al rei de Geòrgia Vakhtang VI Husein Quli Khan però aquest va refusar l'encàrrec complint el seu propòsit d'anys enrere. L'hereu Tahmasp Mirza va poder trencar el setge i fugir però no va reunir tropes per mirar de fer aixecar el setge, i Esfahan va capitular finalment l'octubre del 1722; milers dels seus habitants havien mort de fam o malalties. Mahmud es va proclamar xa i Husayn fou empresonat a Esfahan amb favorables condicions a canvi de reconèixer a Mahmud. El seu fill Tahmasp II va poder fugir a Qazvín on es va proclamar xa.
A la invasió russa es va afegir la invasió otomana el 1723. Rússia i Turquia van estar a punt d'entrar en guerra però es va evitar per la mediació de l'ambaixador francès marquès de Bonnac i les dues parts van signar un acord el 1724 pel que es repartien la major part de la Pèrsia del nord i de l'oest.
El febrer de 1725 Mahmud, en un atac de bogeria, va matar a la major part dels prínceps safàvides. Husayn va quedar ferit en intentar parar un cop dirigit contra un dels seus fills. Poc després Mahmud va morir, o de mort natural o assassinat pel seu cosí Ashraf Khan Ghalzay ibn Abd al-Aziz, que el va succeir. El 1726 va esclatar la guerra entre otomans i els ghalzay. El comandant otomà Ahmad Pasha va enviar un ultimàtum a Ashraf pel que havia de restaurar a Sultan Husayn al tron immediatament; el xa Ashraf Khan va enviar uns emissaris que el van fer matar (9 de setembre de 1726).